# Руска Бистра
Руска Бистра (слч. Ruská Bystrá) насељено је мјесто са административним статусом сеоске општине (слч. obec) у округу Собранце, у Кошичком крају, Словачка Република.

## Становништво
| Година:    | 1994. | 2004.    | 2014.    | 2024.   |
| ---------- | ----- | -------- | -------- | ------- |
| Број људи: | 167   | 133      | 118      | 107     |
| Разлика:   |       | -20,35 % | -11,27 % | -9,32 % |

| Година:    | 2023. | 2024. |
| ---------- | ----- | ----- |
| Број људи: | 107   | 107   |
| Разлика:   |       | +0 %  |

Према подацима о броју становника из 2024. године насеље је имало 107 становника.